# Victory for the Magpie
Victory for the Magpie è il singolo di debutto del gruppo musicale Blood Red Shoes, originario di Brighton. La pubblicazione è avvenuta il 18 luglio 2005, in edizione limitata su vinile da 7", solo nel Regno Unito.

## Tracce

### 7"
1. Victory for the Magpie
2. Bless His Heart
3. Don't Always Say Yes